# Bf 109TL

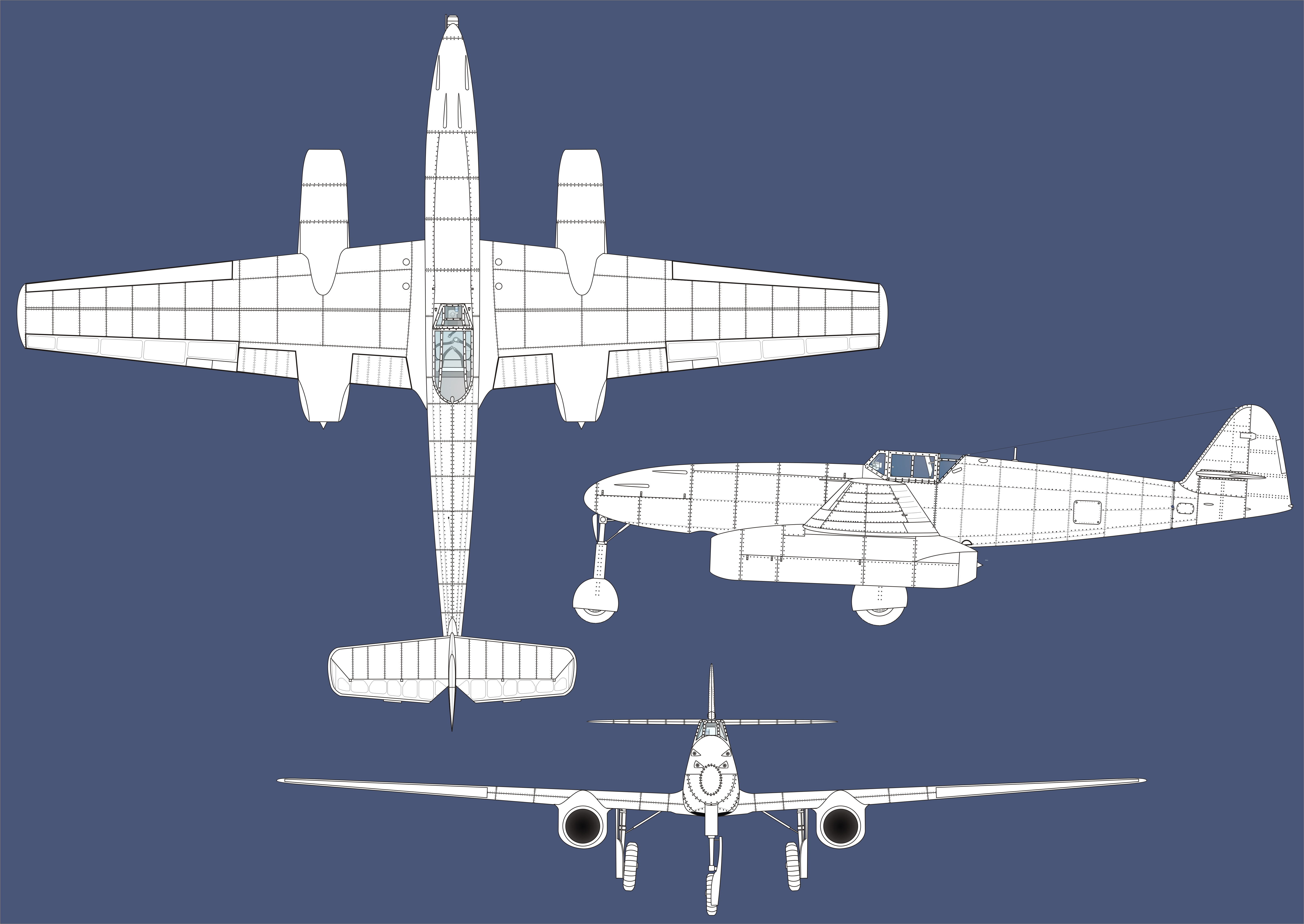
A repülőgép terve

A Bf 109 TL a második világháború alatt tervezett vadászrepülőgép, amely a Bf 109 sugárhajtású változata. A TL rövidítése Turbo-Lader Strahltriebwerk (turbófeltöltős sugárhajtómű).

## Története
1943. január 22-én, amikor még az Me 262-esből csak három prototípus létezett, az RLM attól tartott, hogy az Me 262-vel problémák merülnek fel. Úgy gondolták, hogy az Me 262 gyártásának beindulása és az esetleg felmerülő problémák kijavítása előtt hadrendbe kell állítani egy könnyen gyártható, olcsó és egyéb jó tulajdonságokkal rendelkező repülőgépet. Annak érdekében, hogy a gyártást megkönnyítsék, rengeteg alkatrészt átvettek korábbi repülőgépekből. Futóműve a Me 309-ből, szárnya a Me 409-ből adaptált. Bár tulajdonságai jobbak voltak mint az Me 262-é[forrás?], ennek ellenére mégsem építettek belőle még prototípust sem. A TL verzió csak tervrajzon létezett. Már a tervezőasztalon látható volt, hogy jelentős számú átalakítás szükséges a szerkezeten, ezért inkább a Me 262 fejlesztése kapott prioritást. Nagyon kevés információ maradt fenn róla.

## Műszaki adatok (tervezett)
- Fesztáv 9,2 m
- Magasság: 2,6 m
- Szárnyfelület: 210 m²
- Súly: 4750 kg
- Üzemanyag kapacitás: 750 l
- Hajtómű: 2 db Junkers Jumo 109-004B-1
- Maximális sebesség: 980 km/h (529 kN-nál)
- Szárny felületi terhelése: 243 kg/m2

### Fegyverzet
Első széria
- 2 × 20 mm-es MG 151/20 gépágyú orrban
- 2 × 30 mm MK 103 gépágyú orrban

Későbbi széria
- 2 × 20 mm-es MG 151/20 gépágyú orrban
- 2 × 30 mm MK 103 gépágyú orrban
- 2 × 30 mm MK 108 gépágyú a szárnytőben

## Változatok
A fegyverzet mennyisége, elhelyezése utal különböző típusokra, de a tervrajzokon csak "első széria, javított széria" utalás található. Valószínűleg nem került még ebbe a tervezési fázisba.